# Бабенко, Ефим Лукьянович
Ефи́м Лукья́нович Бабе́нко (? — ?) — анархо-махновец, командир повстанческого отряда, действовавшего в Александровском уезде в 1920—1921 году.

## Биография
В мае отряд Бабенко действовал в Водровахском районе в районе станций Розовка Зачатьевская против повстанцев был выслан батальйон 377 полка РККА. Летом 1920 года командовал отрядом повстанцев численностью 500 человек, в районе Гуляйполя. 17 июня 1920 года отряд Ефима по ошибке вступил в бой с отрядом Белаша в районе села Кременчик, сам Бабенко успел уйти на Петрековку в этом бою погиб один махновец и несколько были ранены.
В конце 1920 года отряд Ефима насчитывал 100 человек.
В ночь на 11 января 1921 года в селе Нижние Серогозы при облаве задержан начальником милиции 4-го района атаман Ефим Бабенко.